# Postillionen
Postillionen  var en dagstidning, eller periodisk publikation, utgiven från den 2 januari 1771 till 21 februari 1872 i Stockholm. Tidningen hade en lång undertitel Med Bihang til Dagligt Allehanda Eller Berättelser Om Märkvärdiga och til Större delen nyligen timade Händelser; jämte andra Handlingar.
Tidningen utgivare var  Erik Ekholm.  Postillionen hade delvis en moraliserande tendens. Nr 1-26 tycktes hos C. Stolpe från den 2 januari till 21 februari 1771,  nr 27 -45 och 113-144 hos Wennberg och Nordström 1771-1772 samt nr 46-112 i Kungliga Finska Boktryckeriet från 6 juni 1771 till 2.1 november samma år. Tidningen trycktes med frakturstil.
Utgivningsdagar var två dagar i veckan onsdag och lördag med 4 sidor per nummer i oktavformat 13,2 x 6,5 cm. Priset för tidningen var 3 daler kopparmynt för 36 nr, lösnummer kostade 3 öre kopparmynt. 1771 kom nummer 1-128, 563 sidor och 1772 nummer 129-144,  175 sidor innehållsförteckningar finnas i nr 108 och 144.